# Ли, Юнас (политик)
Юнас Ли (норв. Jonas Lie; 31 декабря 1899 года, Христиания — 11 мая 1945 года, Скаллум) — норвежский государственный советник в националистическом правительстве Видкуна Квислинга (1940), исполняющий обязанности государственного советника (1940—1941), министр полиции между 1941 и 1945 годами в новом правительстве Квислинга. Внук писателя Юнаса Ли и сын писателя Эрика Ли.

## Ранние годы
Вырос в семье, имевшей сильные связи с Германией. Во время Первой мировой войны работал военным корреспондентом на Западном и Восточном фронтах. В 1930-е года сделал успешную карьеру в полиции. Именно он сопровождал Льва Троцкого по пути из Норвегии в Мексику. Его политические убеждения, по-видимому, формировались под влиянием дяди Нильса Кьера, который был ярым антисемитом.

## Фашизм
Существует вероятность, что Ли был представлен Генриху Гиммлеру еще в 1935 году; в любом случае, они поддерживали тесные личные отношения в течение всего нацистского периода. Ли был в оппозиции Видкуну Квислингу во время оккупации Норвегии.
Несмотря на дальнейший коллаборационизм, Ли принял участие в обороне Норвегии от немецкого вторжения, воевал при Фоллдале.
После ранения в ногу был захвачен немцами и некоторое время провёл в плену.
Юнас Ли одним из первых добровольно записался в норвежские СС, в Балканской кампании 1940 года служил в качестве военного корреспондента в «Лейбштандарт СС Адольф Гитлер» вместе с министром юстиции Сверре Рииснес. Позже он возглавлял 1-ю полицейскую роту норвежского легиона Ваффен СС на Ленинградском фронте в 1942—1943 годах.
Ли был также официальным лидером Германских СС Норвегии (норв. Germanske SS Norge).
Эта организация, известная под разными именами и основанная в 1941 году, являлась норвежским эквивалентом немецкому Альгемайне СС.
В конце 1944 года, под давлением со стороны Йозефа Тербовена, Квислинг назначил министров Юнаса Ли и Юхана Андреаса Липпестада окружными губернаторами Финнмарка на севере Норвегии.
Ли, Липпестад и другие чиновники уехали в Киркенес в середине октября 1944 года, чтобы отдать приказ об эвакуации гражданского населения в целях оказания помощи немцам в применении тактики выжженной земли при наступлении советских войск.
Ли умер в Скаллуме 11 мая 1945 года, тем самым избежав неминуемого ареста. Причина смерти не была установлена, поскольку вскрытие не смогло найти никаких доказательств самоубийства.
Было широко распространено мнение, что Ли убило сочетание стресса, употребление алкоголя и недосыпание.
Также является фактом и то, что он страдал от заболевания сердца, был заядлым курильщиком и имел несколько других проблем со здоровьем.

## Сочинения
По семейной традиции Юнас Ли также был писателем. В 1930-е годы он опубликовал ряд популярных детективных романов под псевдонимом Макс Маузер.
В 1942 году он написал воспоминания Over Balkans syv blåner, в которых описал службу в «Лейбштандарт СС Адольф Гитлер» на Балканах.